# Janssen Pharmaceuticals
Janssen Pharmaceuticals là một công ty dược có trụ sở chính tại Beerse, Bỉ và thuộc sở hữu của Johnson & Johnson. Công ty được Paul Janssen thành lập vào năm 1953.
Năm 1961, Janssen Pharmaceuticals được tập đoàn Johnson & Johnson của Mỹ có trụ sở tại New Jersey mua lại và trở thành một phần của bộ phận Nghiên cứu và Phát triển Dược phẩm Johnson & Johnson (J&J PRD), nay được đổi tên thành Janssen Research and Development (JRD), chuyên thực hiện nghiên cứu và phát triển. các hoạt động liên quan đến một loạt các rối loạn y tế của con người, bao gồm bệnh tâm thần, rối loạn thần kinh, gây mê và giảm đau, rối loạn tiêu hóa, nhiễm nấm, HIV / AIDS, dị ứng và ung thư. Janssen và Ortho-McNeil Pharmaceutical được đặt trong nhóm công ty Ortho-McNeil-Janssen trong Công ty Johnson & Johnson.